# Goniothalamus cardiopetalus
Goniothalamus cardiopetalus (Dalzell) Hook.f. & Thomson – gatunek rośliny z rodziny flaszowcowatych (Annonaceae Juss.). Występuje endemicznie w Indiach – w stanach Karnataka, Tamil Nadu i Kerala. 

## Morfologia
PokrójZimozielone małe drzewo lub krzew dorastające do 3–5 m wysokości. Młode pędy są owłosione.
LiścieMają lancetowaty lub podłużnie lancetowaty kształt. Mierzą 10–23 cm długości oraz 2,5–7,5 cm szerokości. Są skórzaste. Nasada liścia jest klinowa. Blaszka liściowa jest o spiczastym wierzchołku. Ogonek liściowy jest nagi i dorasta do 5–10 mm długości.
KwiatySą pojedyncze lub zebrane w pary, rozwijają się w kątach pędów. Działki kielicha mają prawie okrągły kształt, są owłosione od wewnętrznej strony i dorastają do 6 mm długości. Płatki mają podłużnie owalny lub trójkątny kształt i osiągają do 6–15 mm długości. Kwiaty mają owłosione owocolistki o podłużnie równowąskim kształcie i długości 3 mm.
OwocePojedyncze mają elipsoidalny kształt, zebrane w owoc zbiorowy. Osiągają 15 mm długości i 7 mm szerokości.

## Biologia i ekologia
Kwitnie od stycznia do marca, natomiast owoce pojawiają się od lipca do sierpnia.